# John Barrowman
John Scot Barrowman, MBE (Glasgow, 11 de março de 1967) é um ator, cantor, dançarino, apresentador e escritor escocês-estadunidense. Nascido em Glasgow, na Escócia, ele se mudou para os Estados Unidos em 1975 com sua família, onde posteriormente estudou artes cênicas na Alliant International University em San Diego, Califórnia.
Após sua estreia no teatro, John atuou como protagonista em vários musicais tanto no West End de Londres quanto na Broadway, incluindo Miss Saigon, O Fantasma da Ópera, Sunset Boulevard e Matador. Após aparecer em The Fix, de Sam Mendes, ele foi indicado ao Prêmio Laurence Olivier de Melhor Ator em um Musical e, no início dos anos 2000, voltou ao papel de Billy Crocker na releitura de Anything Goes. Seu trabalho mais recente do West End foi na versão de 2009 de La cage aux folles.
Além de sua carreira no teatro, John apareceu em vários filmes, incluindo os musicais De-Lovely (2004) e Os Produtores (2005). Antes de trabalhar na televisão britânica, ele apareceu nos seriados estadunidenses Titans e Central Park West. No Reino Unido, trabalhou como ator e apresentador na BBC (CBBC), no seu autoproduzido programa de entretenimento Tonight's the Night, e no papel de Jack Harkness, das séries Doctor Who e Torchwood, pelo qual foi indicado ao BAFTA Cymru (a versão galesa do BAFTA). John também apareceu como convidado em vários programas tanto estadunidense quanto britânicos. Ele foi um dos participantes da primeira temporada de Dancing on Ice, uma competição de patinação no gelo envolvendo celebridades e foi também jurado nos programas de talentos musicais How Do You Solve a Problem like Maria?, Any Dream Will Do e I'd Do Anything, todos de Andrew Lloyd Webber. Em 2006, ele foi votado como a Pessoa do Entretenimento do Ano em 2006 pela Stonewall. A partir de 2013, começou a apresentar o programa de perguntas e repostas da BBC One Pressure Pad. De 2012 até o momento, John desempenha o papel do vilão Malcolm Merlyn / Ra's Al Ghul na série Arrow.
John também é músico e gravou alguns álbuns, compostos quase unicamente de releituras de outros artistas - a exceção sendo a faixa "What About Us?", do álbum Music Music Music (2008). Escritor, John publicou duas autobiografias (Anything Goes, de 2008; e I Am What I Am, de 2009), tendo sua irmã Carole Barrowman como coautora. Eles também se juntaram para escrever o romance Hollow Earth (2012), que deu origem a uma continuação, Bone Quill (2013).

## Infância e adolescência
John nasceu em 1967 em Glasgow, sendo o mais novo de três irmãos, e morou lá até os oito anos. Sua mãe era uma cantora e trabalhava como atendente em uma loja de discos enquanto que seu pai era contratado pela empresa de máquinas pesadas Caterpillar em Uddingston, Escócia. Em 1975, a empresa transferiu seu pai para os Estados Unidos, onde ele gerenciava a fábrica de tratores da companhia em Aurora, no Illinois. John descreve sua família como carinhosa, mas rígida e cautelosa com a etiqueta, sendo sempre educados e respeitosos com os outros. Ao comparar ambos os países em que passou o início de sua vida, John afirmou que a "Escócia nos deu, enquanto família, proximidade; os Estados Unidos nos deram a energia." Sua família se estabeleceu em Joliet, no mesmo estado, onde John frequentou o Joliet West High School - John descreveu a cidade como "uma cidade quintessencialmente conservadora e de classe média". No colegial, os professores de Música e Inglês de John o encorajaram a explorar seu potencial artístico - seu professor de Inglês o colocou em uma espécie de programa para alunos com talentos artísticos e depois foi seu instrutor na equipe de discursos da escola. Com o apoio dele, John competiu com alunos de outras escolas do mesmo estado em torneios de discursos, para os quais ele treinava lendo cenas de peças teatrais, o que aperfeiçoou suas habilidades.
Como recém-chegado ao colegial, John atuou em várias produções musicais e, de 1983 a 1986, ele cantou em obras como Oliver!, Camelot, Hello, Dolly!, Li'l Abner e Anything Goes. Refletindo sobre o passado, John reconhece que "sem o apoio que teve no colegial, ele não estaria agora aparecendo em atuações do comando real no West End, ou em frente à Família Real, ou contracenando com Carol Burnett a pedido de Stephen Sondheim".
Já no final do colegial, John cavava carvão para uma empresa de energia - um emprego arranjado por seu pai, que também deu trabalhos similares aos irmãos. O objetivo era dar aos três a experiência do trabalho braçal. O pai de John, na época, disse a ele: "Se você quer fazer trabalhos braçais pelo resto da sua vida, você saberá que, quando fizer isso, é uma escolha. Mas se você não gosta disso, você entenderá a importância de se educar e - se decidir o que quer fazer - ser bom em seu ofício ou sua habilidade." John trabalhou no local por todo o verão, mas não gostou do trabalho. Eventualmente, ele convenceu a empresa a realocá-lo para a despensa.
John se formou no colegial em 1985, e se tornou um cidadão naturalizado dos Estados Unidos, mantendo sua cidadania britânica. Ele então se mudou para San Diego, na Califórnia, para estudar artes cênicas na Alliant International University. Por meio de um programa de intercâmbio, ele voltou à Grã-Bretanha para estudar Shakespeare por seis meses.

## Carreira como ator e apresentador

### Teatro

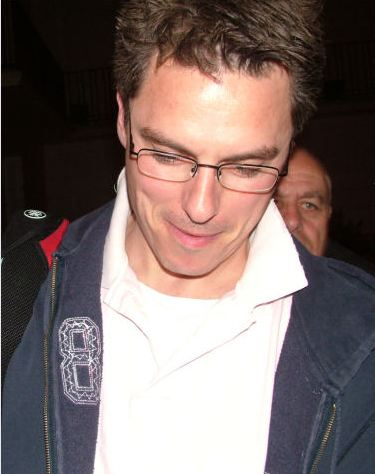
John Barrowman em 2005 em evento relacionado à peça A Few Good Man.

A carreira profissional de John como ator começou no West End em 1989, com o papel de Billy Crocker em Anything Goes, de Cole Porter, no Prince Edward Theatre, com Elaine Paige como Reno Sweeney e Bernard Cribbins como Moonface Martin. Ele continuou a aparecer em produções da West End ao longo da década seguinte, assumindo o papel de Domingo Hernandez em Matador no Queen's Theatre em 1991; de Raoul em O Fantasma da Ópera no Her Majesty's Theatre em 1992; de Claude em Hair no Old Vic Theatre em 1993; de Chris em Miss Saigon no Theatre Royal, Drury Lane em 1993; de Joe Gillis em Sunset Boulevard no Adelphi Theatre de 1994 a 1995; e de Fera em Beauty and the Beast no Dominion Theatre em 1999. John foi parte parte do musical Godspell em 1994, e foi um cantor solo em duas canções, "We Beseech Thee" e "On the Willows". Ele foi indicado ao Laurence Olivier Award de Melhor Ator em um Musical em 1998 por originar o papel de Cal Chandler em The Fix, um trabalho que ele repetiu 1m 1998 no concerto de gala de Cameron Mackintosh, Hey, Mr Producer!. John atuou como Joe Gillis em Sunset Boulevard no West End e, brevemente, na Broadway. Sua única outra passagem pela Broadway é um papel de Barry no teatro de revista de Stephen Sondheim Putting It Together (1999–2000) no Teatro Barrymore, contracenando com Carol Burnett e George Hearn. Em uma resenha de Putting It Together, o crítico teatral Tom Samiljan apontou "a boa voz barítona e os olhares suaves" de John. Em 2002, John apareceu como Bobby no Company de Sondheim no Stephen Sondheim Celebration do Kennedy Center.
John retornou ao papel de Billy Crocker em 2002 na releitura West End de Anything Goes de Trevor Nunn, e apareceu em dramas não-musicais da West End, como seu papel de Wyndham Brandon em Rope no Minerva Theatre, em Chichester em 1993, e ele trabalhou como o Tenente Jack Ross contracenando com Rob Lowe na produção de 2005 de A Few Good Men.
John trabalhou em produções pantomimas de Cinderela no New Wimbledon Theatre (Natal, 2005–06) e em João e o Pé de Feijão no Novo Teatro de Cardiff (Natal, 2006–07). Ele interpretou o papel principal de Aladim no Natal de 2007-08 de Birmingham Hippodrome e como um ator convidado do Royal Variety Performance no London Palladium em 2008. John fez o papel principal da pantomima Robin Hood no Birmingham Hippodrome para a temporada 2008–09. Ele apresentou a festa de 60 anos de Andrew Lloyd Webber no Hyde Park de Londres em 14 de setembro de 2008. Exatamente um ano depois, ele sucedeu Roger Allam como Zaza/Albin na releitura West End de La Cage aux Folles, no Teatro Playhouse.

### Apresentador de televisão
John foi um dos apresentadores originais de Live & Kicking, um programa infantil de variedades que passa aos sábados na BBC. De 1993 a 1994, ele dava notícias sobre tecnologia como apresentador do quadro Electric Circus do programa. Ele apareceu no game show televisivo infantil The Movie Game de 1994 a 1995. John foi um dos apresentadores regulares do programa vespertino do canal Five 5's Company de 1997 a 1999 e leu histórias para dormir no canal CBeebies entre 1 e 5 de maio de 2006. Naquele verão (inverno no hemisfério sul), John foi parte de um grupo de jurados com Andrew Lloyd Webber, David Ian e Zoe Tyler no programa de talentos musicais da BBC One, How Do You Solve A Problem Like Maria?. No mesmo ano, John apareceu como convidado no programa único de Graham Norton da BBC The Big Finish. Em 11 de fevereiro de 2007, John co-apresentou a cobertura da premiação de filmes BAFTA com Ruby Wax para o E!: Entertainment Television. Em 11 e 18 de fevereiro do mesmo ano, ele apresentou como convidado duas edições de Elaine Paige on Sunday, um programa semanal da BBC Radio 2 sobre teatro musical e música de filmes.
Em 2007, John foi um jurado na série da BBC One Any Dream Will Do, apresentada por Graham Norton. O programa procurou por um ator novo e desconhecido para desempenhar o papel de Joseph em uma releitura da West End do musical Joseph and the Amazing Technicolor Dreamcoat, de Andrew Lloyd Webber. O ator escolhido foi Lee Mead. Ele fez uma participação especial no game show da BBC Two Never Mind the Buzzcocks (19ª temporada, Episódio 5), desafiando o apresentador Simon Amstell para ver "quem era o mais gay". Ele também fez participações especiais em Al Murray's Happy Hour, The Charlotte Church Show e Friday Night with Jonathan Ross.
Em 27 de julho de 2007, John apresentou como convidado o programa The Friday Night Project, do Channel 4. Em 2008, ele apresentou um game show em horário nobre da BBC chamado The Kids Are All Right. No programa, quatro adultos competiam com sete crianças por dinheiro em quatro rodadas para testar suas "forças cerebrais, sabedoria e a velocidade de resposta". Em 16 e 23 de fevereiro de 2008, ele apresentou a National Lottery Draw, o sorteio da loteria britânica.
Em 1 de março de 2008, John foi painelista do programa de seleção do Festival Eurovisão da Canção, Eurovision: Your Decision, na BBC 1, com Carrie Grant e Terry Wogan. De 29 de abril a 1 de maio do mesmo ano, ele aprentou o This Morning. John foi jurado da versão canadense de How Do You Solve a Problem Like Maria?. Ainda em 2008, ele se tornou apresentador do Animals at Work, um programa infantil de televisão na CBBC que mostra "animais com habilidades extraordinárias que fazem as vidas das pessoas mais fáceis e seguras"; Animals at Work começou em 2009 com 26 epiódios. Em fevereiro de 2010, John apareceu como apresentador especial no canal de compras britânico QVC.
No verão de 2012 (inverno no Hemisfério Sul), John fechou contrato para apresentar o This Morning. Em julho do mesmo ano, foi chamado para co-apresentar a Live Comic Con de 2012 da G4 em San Diego ao lado de Candace Bailey.
Em 2013, John começou a apresentar o game show da BBC One, Pressure Pad e, em 2014, ele apresentou o programa do Channel 4 Superstar Dogs: Countdown to Crufts, que começou a ir ao ar em 17 de fevereiro de 2014.
A partir de 3 de novembro de 2014, John começou a apresentar o programa do Channel 4 Small Animal Hospital.

### Filmes ereality shows
John atuou como Ben Carpenter no filme de baixo orçamento Shark Attack 3: Megalodon (2002). Também cantou em diversos filmes: como Jack na cinebiografia de Cole Porter De-Lovely (2004), cantando um dureto com Kevin Kline na canção "Night and Day"; e como o tenor Stosstruppen principal em Os Produtores (2005), cantando "Springtime for Hitler". John co-apresentou e cantou na série da BBC One The Sound of Musicals (2006).

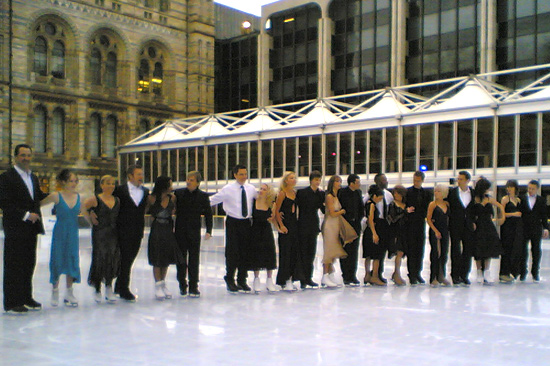
John com outros participantes do Dancing on Ice em 2006.

John participou do reality show Dancing on Ice da ITV1 em janeiro e fevereiro de 2006. Era um programa no qual os dançarinos no gelo Jayne Torvill e Christopher Dean treinavam celebridades para competir entre elas. Sua parceira foi a campeã do Campeonato Mundial Júnior de Patinação Artística no Gelo de 1995 e tricampeã russa Olga Sharutenko. em 4 de fevereiro, John e Olga enfrentaram Stefan Booth e Kristina Lenko e foram eliminados pelos jurados por 3 votos a 2. Ele foi uma das cinco celebridades convidadas para o Strictly Come Dancing Christmas Special de 2010, e conquistou a maior pontuação e também o primeiro lugar na votação que incluía o voto do público. Sua parceira profissional foi Kristina Rihanoff e eles dançaram o quick-step. Em setembro de 2012, John foi apresentador convidado do talk show ao vivo Attack of the Show.

### Séries de televisão

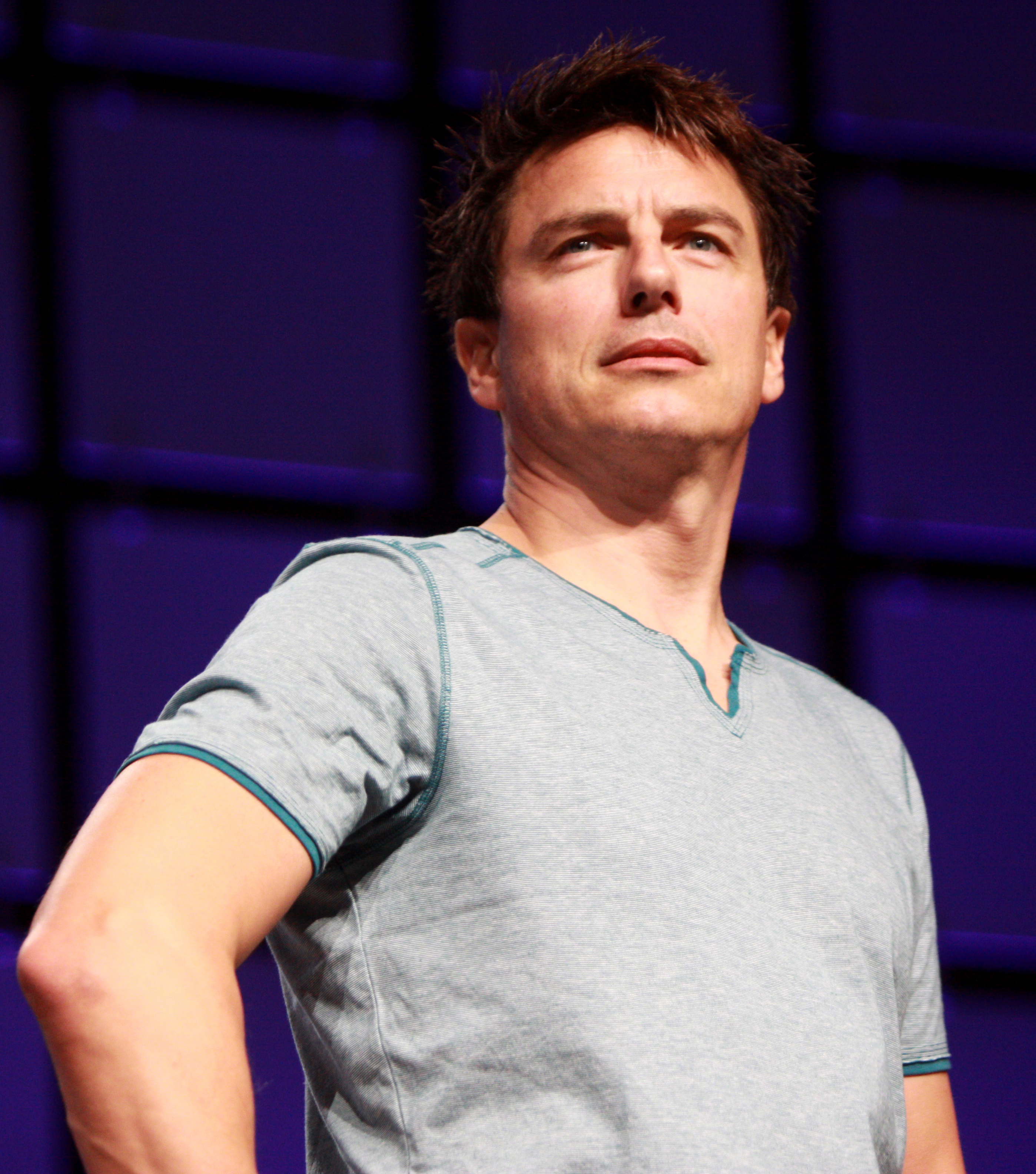
John na Phoenix Comicon de 2013.

A carreira de John na televisão como ator começou com várias participações em novelas curtas de horário nobre. John figurou primeiramente como Peter Fairchild em Central Park West (1995), um programa que o crítico estadunidense Ken Tucker chama de "um conto de carreiristas pomposos e bobos de Nova Iorque — alguns lutando para ter sucesso, outros tramando manter seu status e poder." O crítico televisivo David Hiltbrand chamou o personagem de John de um "príncipe encantado... um promotor de justiça eficiente e trabalhador que é constantemente distraído por mulheres que desmaiam em seu caminho." Ken considerou o personagem de John como "fisicamente um cruzamento de arregalar os olhos entre John F. Kennedy, Jr. e Hugh Grant". John então apareceu como Peter Williams em Titans (2000). Segundo a escritora Joanna Bober, em Titans, John faz o papel de um "cruel magnata da mídia" que consegue o "controle da empresa de aviação privada da família (uma frota de 'Titans') de seu semi-aposentado pai" enquanto aumenta a lucratividade da empresa em meio a uma série de intrigas de novela. Titans foi cancelada após levar 13 episódios ao ar (11 nos Estados Unidos). John foi cotado para o papel de Will em Will and Grace, mas os produtores teriam sentido que ele era "hétero demais" e o papel terminou indo para Eric McCormack. John comentou que "o triste é que o programa é dirigido por homens e mulheres gays."
Em 25 de março de 2008, Barrowman fez uma participação especial no 22º episódio de Hotel Babylon, da BBC. A Entertainment Weekly informou que John apareceria na temporada 2010 de Desperate Housewives, "para ao menos cinco episódios, encarnando Patrick Logan, o ex-namorado no centro do mistério de Angie Bolen (Drea de Matteo)." Depois, seu contrato foi estendido para um total de seis episódios. John atuou no episódio piloto da série dramática da ABC Gilded Lillys, criado por Shonda Rhimes.

#### Doctor WhoeTorchwood

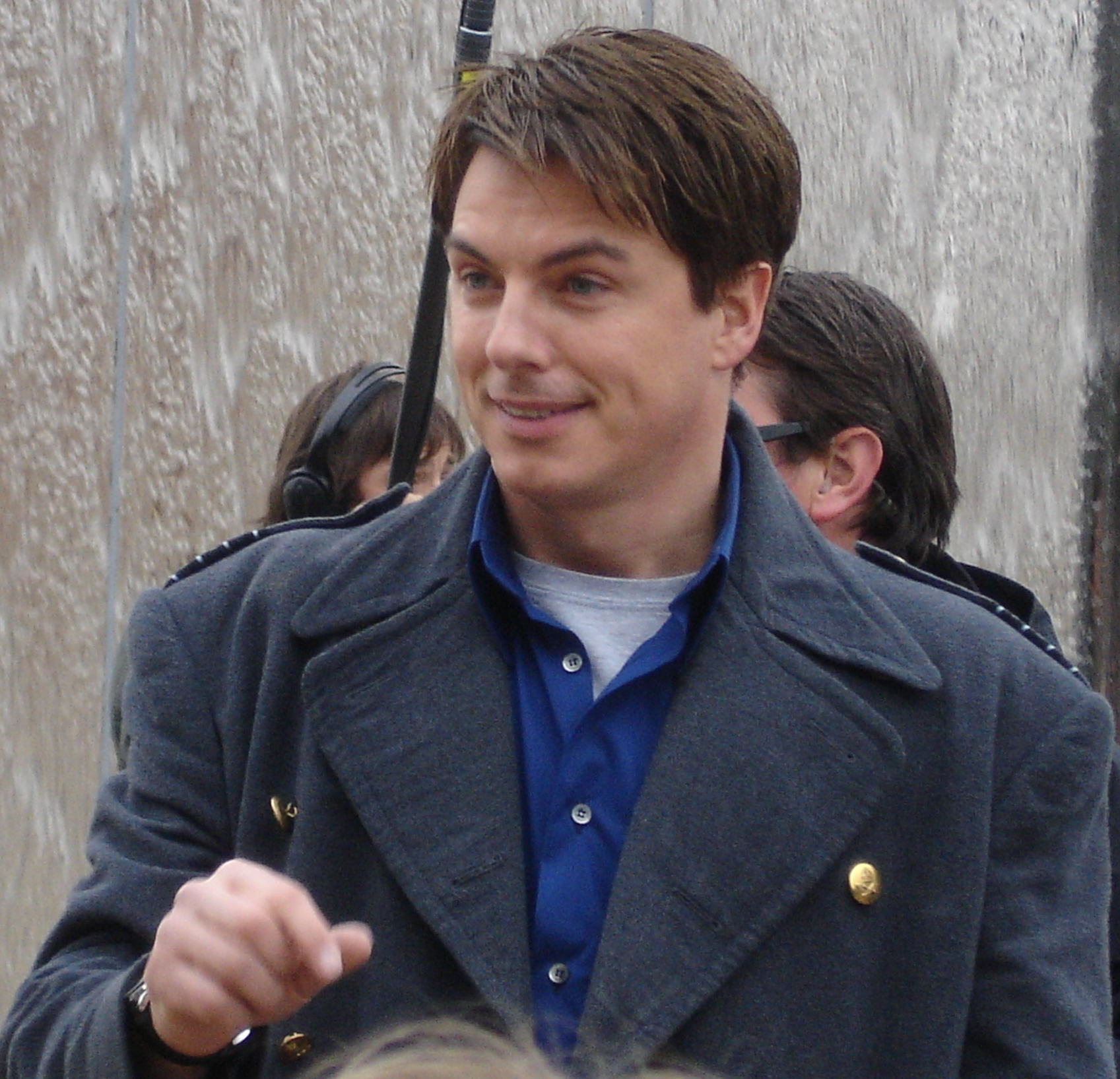
John em 2007 gravando cenas de Torchwood.

John é mais conhecido no Reino Unido por seu papel na série de ficção científica da BBC Doctor Who. Quando a série foi ressuscitada em 2005, ele apareceu como convidado recorrente no papel do Capitão Jack Harkness, um viajante do tempo omnisexual do século LI. Sua primeira aprisão como Jack foi no episódio duplo "The Empty Child"/"The Doctor Dances". Ele apreceu nos três episódios seguintes ("Boom Town", "Bad Wolf" e "The Parting of the Ways". Sua popularidade deu origem a uma série derivada própria chamada Torchwood, que trazia uma equipe de caçadores alienígenas sediados em Cardiff dos dias de hoje. A série estreou em 2006. O crítico de cinema e televisão estadunidense Ken Tucker descreveu o papel de John como "arrojado", "completamente fabuloso", "celestialmente promíscuo" e "como Tom Cruise com ligas, mas sem a cientologia". Na série, Jack "rastreia - e ocasionalmente dorme com - ETs com a ajuda de seu quarteto [...]: um é um médico, um é um policial, um é um cientista e um... faz o café e as altas horas ficarem pelando de quentes."
John continuou a fazer participações em Doctor Who em 2007, aparecendo nos três episódios finais da 3ª temporada: "Utopia", "The Sound of Drums"e "Last of the Time Lords". Ele também participou de um especial de Doctor Who do The Weakest Link da BBC. Em 2008, John apareceu no episódio duplo final da 4ª temporada, "The Stolen Earth"/"Journey's End" e repetiu seu papel no especial "Doctor Who: Tonight's the Night". Em 2010, John fez uma ponta no episódio The End of Time. A 3ª temporada de Torchwood foi transmitida em julho de 2009 como uma minissérie de cinco episódios chamada Children of Earth. As filmagens da 4ª temporada, Torchwood: Miracle Day, aconteceram principalmente em Los Angeles e em Cardiff e seus arredores. O primeiro episódio de Miracle Day foi ao ar no Starz nos Estados Unidos em 8 de julho de 2011 e foi transmitido na BBC One no Reino Unido em 14 de julho de 2011. Tanto Doctor Who quanto Torchwood alcançaram bastante popularidade nos Estados Unidos e na rede BBC America. Em novembro de 2013, ele apareceu em The Five(ish) Doctors Reboot, comemoração humorística de 50 anos da série.

#### Arrowverse
Desde 2012, ele atua como o vilão Malcolm Merlyn e, posteriormente, Ra's Al Ghul em Arrow. O ator Stephen Amell, que interpreta o protagonista Oliver Queen, bem como o produtor Andrew Kreisberg, elogiaram o trabalho de John na época dos primeiros episódios da série. John disse que não se importou com o fato de, ao ser convidado para o papel, ter sido avisado de que as partes do personagem ainda não estavam muito definidas, pois ele era um fã da DC Comics (criadora dos personagens da série) e estava empolgado em participar de algo relacionado ao universo da editora.
Na primeira temporada, ele foi um personagem recorrente. Inicialmente conhecido simplesmente como "well-dressed man" (homem bem vestido), ele fez sua primeira aparição no quinto episódio, "Damaged", e foi mais tarde identificado como Malcolm Merlyn, pai de Tommy Merlyn, melhor amigo de Oliver. Na segunda temporada, apareceu apenas como convidado em alguns episódios, e é revelado que ele é pai de Thea Queen, irmã de Oliver - uma reviravolta sugerida pelo próprio John e seu marido Scot Gill. Na terceira temporada, foi promovido a personagem regular. No último episódio, ele assume o posto de Ra's Al Ghul. Na quarta temporada, ele perde o posto de Ra's al Ghul e sua mão esquerda em um duelo com o Arqueiro Verde. Posteriormente, ele se alia ao vilão principal da temporada, Damien Darhk, mas acaba forçado pelo Arqueiro a trai-lo e ajudar os heróis a derrotar o antagonista.
Em 2016, foi anunciado que John assinou um contrato que lhe permite aparecer não só em Arrow, mas também em The Flash e Legends of Tomorrow, outras séries do Arrowverse. Com efeito, no segundo semestre daquele ano, seu personagem Merlyn passou a integrar a Legião do Mal (juntamente a Flash Reverso, Damien e Capitão Frio), a equpe de antagonistas da segunda temporada de Legends of Tomorrow.
Diferentemente de Torchwood, em que ele gravava a maioria das próprias cenas de ação, John é substituído por dublês nas cenas de luta de Arrow por questões legais específicas dos Estados Unidos. Contudo, ele ainda grava alguns movimentos, e afirma ter apresentado ao coordenador de dublês James Bamford a ideia de encarar os movimentos de luta como movimentos de dança. Perguntado sobre seu treinamento em tiro com arco, John respondeu que o primeiro contato que teve com o arco e flecha foi no colegial, quanto teve duas semanas do esporte na aula de educação física. Uma de suas flechas foi parar num estacionamento, passando por um conversível, e ele foi chamado à diretoria por isso.

## Carreira como músico
O primeiro álbum musical de John Barrowman foi Songs from Grease, de 1994, contendo canções do musical Grease, interpretadas por ele (no papel do personagem Danny) e com a participação de outros cantores, incluindo Shona Lindsay, Clare Burt e Paul Collis. O segundo, Aspects of Lloyd Webber, saiu em 1997, com relançamento em 2007, e continha interpretações de canções que figuraram em vários musicais com composições de Andrew Lloyd Webber, incluindo faixas d'O Fantasma da Ópera e Evita.
Em 2003, lança Reflections from Broadway, considerado por ele e por sua gravadora como seu primeiro álbum solo; o trabalho traz canções de peças e musicais nos quais ele atuou, mas não participou das gravações de elenco. Em 2004, lançou Swings Cole Porter, coletânea de regravações de Cole Porter, em cuja cinebiografia De-Lovely, lançada no mesmo ano, ele atuou no papel de Jack.
Em 2007, John lançou Another Side, seu primeiro álbum sem relação direta com sua carreira como ator. Contudo, semelhantemente aos lançamentos anteriores, o álbum traz apenas versões, incluindo faixas como "Your Song", de Elton John; "Heaven", de Bryan Adams; e "All by Myself", de Eric Carmen. Ao comentar o lançamento, John disse: "Olha, isso não se trata de eu me estabelecendo como uma estrela do pop aqui, mas simplesmente para aquelas pessoas que me viram na televisão e estão talvez com vontade de descobrir um outro lado ["another side"] de mim, isso é tudo."
No ano seguinte, lançou Music Music Music, outro álbum com regravações, mas desta vez com uma faixa original: "What About Us?", uma balada radiofônica escrita por Gary Barlow e que recebeu um vídeo mostrando dois casais tocando suas vidas: um heterossexual e o outro homoafetivo. Outras faixas incluem "Right Here Waiting", de Richard Marx; "Can't Take My Eyes off You", de Frankie Valli; e "You Don't Have to Say You Love Me", de Dusty Springfield.
Em 2010, lançou um álbum com seu nome, contento novamente apenas versões, incluindo faixas como "Memory", de Andrew Lloyd Webber; "One Night Only", do musical Dreamgirls (interpretada por Beyoncé, Jennifer Hudson, Anika Noni Rose e Sharon Leal); e "Copacabana", de Barry Manilow. O site oficial de John define este lançamento como "O álbum mais pessoal [de John] até hoje – o álbum que ele sempre quis fazer".
Em 2014, John lançou You Raise Me Up, mais uma coletânea de versões, financiada pelo público por meio de uma campanha no PledgeMusic. A lista de faixas inclui canções como a faixa-título, do Secret Garden; "A Thousand Years", de Christina Perri; e "Skyscraper", de Demi Lovato.

## Carreira como escritor

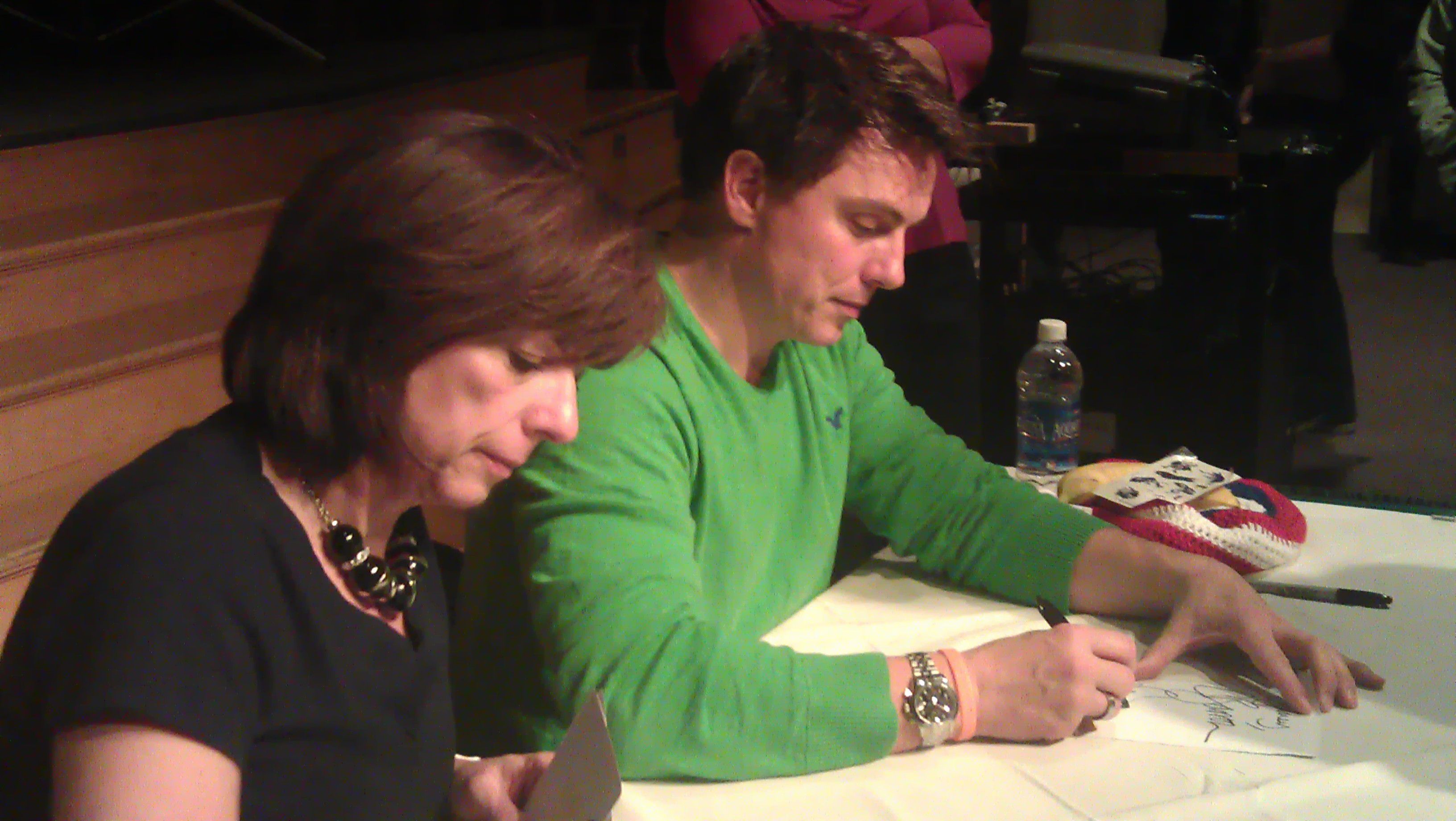
John e sua irmã Carole autografando exemplares de Hollow Earth na Faculdade Alverno em Milwaukee, Wisconsin, em 2012.

A autobiografia de John, Anything Goes, foi publicada em 2009 pela Michael O'Mara Books. Sua irmã, a professora de inglês e jornalista Carole Barrowman, ajudou-o a escrever o livro, que foi ditado por ele. Em 2009, John publicou I Am What I Am, sua segunda autobiografia, contendo detalhes sobre seus trabalhos televisivos recentes e reflexões sobre a fama.
O primeiro trabalho de ficção de John foi uma revista em quadrinhos de Torchwood chamada Captain Jack and the Selkie, coescrita com Carole. Ao comentar a caracterização de Jack na revista, John comentou: "Nós já tínhamos concordado em contar uma história que mostrasse um lado de Jack e uma parte de sua historia que não tivessem sido muito exploradas em outras mídias. Eu queria dar aos fãs algo original sobre ele."
O primeiro romance de John foi o livro Hollow Earth, novamente coescrito por sua irmã Carole. Foi publicado no Reino Unido em 2 de fevereiro de 2012 pela Buster Books. O romance fala dos gêmeos Matt e Emily ("Em") Calder que compartilham uma habilidade que os permite fazer a arte ganhar vida, devido às suas fortes imaginações. Sua habilidade é buscada por antagonistas que desejam usá-la para romper a Hollow Earth—um reino em que todos os demônios e monstros estão confinados. O segundo livro da série, Bone Quill, foi lançado no Reino Unido em junho de 2013.
Numa entrevista em janeiro de 2015, John disse ter a intenção de criar uma revista em quadrinhos sobre Malcolm Merlyn, personagem que interpreta em Arrow. Um ano depois, ele confirmou que o projeto aconteceria sob o nome Arrow: The Dark Archer, uma série em quadrinhos coescrita por ele e Carole mostrando a vida de Merlyn entre as 3ª e 4ª temporadas de Arrow, além de detalhes de seu passado não abordados na série, como a sua entrada para a Liga dos Assassinos e sua ascensão como empresário.

## Vida pessoal

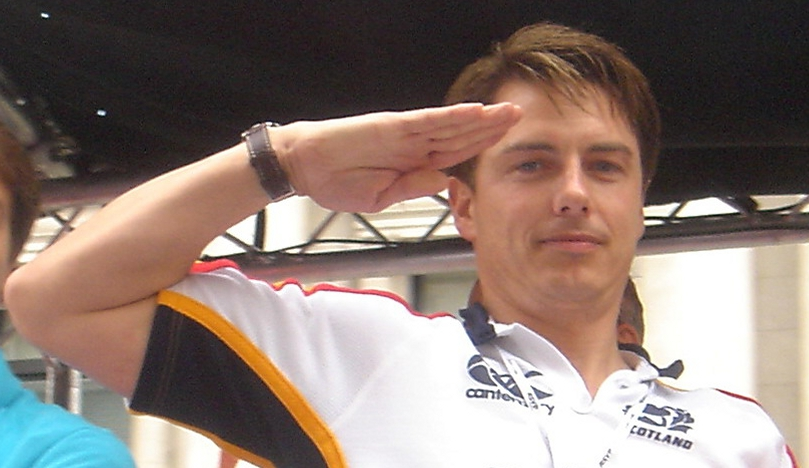
John fazendo uma saudação ao estilo Jack Harkness na Parada Gay de Londres de 2007.

John aprendeu o sotaque estadunidense da língua inglesa após seus colegas de escola caçoarem de seu sotaque escocês quando se mudou para os Estados Unidos. Seu sotaque geral estadunidense costuma ser comparado ao sotaque do inglês transatlântico.
John é gay assumido. Conheceu seu marido, Scott Gill, durante uma produção da peça Rope no Teatro Chichester Festival em 1993, após Scott ter vindo ver John na obra. O casal tem casas em Londres, em Cardiff e em Palm Springs, Estados Unidos. Eles firmaram uma união civil em 27 de dezembro de 2006 em uma pequena cerimônia em Cardiff com amigos e a família, com o elenco de Torchwood e o produtor executivo Russell T Davies entre os convidados. Eles se casaram na Califórnia em 2 de julho de 2013 após a Suprema Corte dos Estados Unidos legalizar o casamento homoafetivo.
Em 30 de novembro de 2008, John mostrou suas genitálias em um episódio do programa BBC Switch da Radio 1. O ato não foi visto pois um membro da equipe técnica cobriu a webcam, mas a BBC e o próprio John pediram desculpas posteriormente.
Em 2011, ele lançou sua própria linha de cremes de pele, chamada HIM.

### Visões e militância
John participa ativamente de campanhas a favor dos direitos LGBT. Ele trabalhou com a Stonewall, uma organização de direitos LGBT no Reino Unido, na campanha "Education for All" (Educação para Todos) contra a homofobia em escolas. Em abril de 2008, o grupo colocou pôsteres em 600 outdoors com os dizeres: "Algumas pessoas são gays. Supere isso!" John contribuiu para a campanha pedindo que as pessoas se juntassem a ele e o ajudassem a "exterminar a homofobia. Seja audaz. Seja corajoso. Seja um amigo, não um bully." Naquele mesmo mês, John falou na Oxford Union (grupo de debates de Oxford) sobre sua carreira, a indústria do entretenimento e questões de direitos LGBT. O evento foi filmado para o programa da BBC The Making of Me, em um episódio explorando a ciência da homossexualidade. Ele foi eleito Pessoa do Entretenimento do Ano em 2006 pela Stonewall e colocado na lista Out 100 de 2008, uma lista anual de pessoas LGBT notórias montada pela revista Out. Em junho de 2010, John se encontrou com o atual primeiro-ministro do Reino Unido David Cameron como representante da comunidade LGBT.
John foi uma das 48 celebridades britânicas que assinaram uma nota pública alertando os eleitores sobre uma política do Partido Conservador Britânico com relação à BBC antes das Eleições gerais no Reino Unido em 2010. Na eleição presidencial nos Estados Unidos em 2012, ele apoiou a reeleição do democrata Barack Obama. John não apoiou a independência da Escócia no Referendo sobre a independência da Escócia em 2014, e foi uma das 200 figuras públicas a assinar uma carta ao The Guardian em que se opunham à separação.

## Filmografia
| Nome                                      | Duração         | Papel                        | Notas                                                                                                   |
| ----------------------------------------- | --------------- | ---------------------------- | --- |
| Os Intocáveis                             | 1987            | Transeunte (não-creditado)   | |
| Central Park West                         | 1995–1996       | Peter Fairchild              | |
| Titans                                    | 2000–2001       | Peter Williams               | Série de televisão                                                                                      |
| Putting It Together: Direct from Broadway | 2001            | O Homem Mais Novo            | Especial de televisão                                                                                   |
| Shark Attack 3: Megalodon                 | 2002            | Ben Carpenter                | |
| Method                                    | 2004            | Timothy Stevens              | |
| De-Lovely                                 | 2004            | Jack / Músico                | |
| Os Produtores                             | 2005            | Tenor Stosstruppen principal | |
| Doctor Who                                | 2005–2010; 2020 | Capitão Jack Harkness        | Série de televisão (12 episódios)                                                                       |
| Torchwood                                 | 2006–2011       | Capitão Jack Harkness        | Série de televisão (personagem principal)                                                               |
| Hotel Babylon                             | 2008            | Simon                        | Série de televisão                                                                                      |
| Animals at Work                           | 2008–2011       | Ele mesmo                    | Série de televisão                                                                                      |
| Tonight's the Night                       | 2009–2011       | Ele mesmo                    | Série de televisão                                                                                      |
| My Family                                 | 2009            | O Médico                     | Série de televisão (Episódio: "The Guru")                                                               |
| Desperate Housewives                      | 2010            | Patrick Logan                | Série de televisão (cinco episódios)                                                                    |
| Strictly Come Dancing                     | 2010            | Ele mesmo                    | Série de televisão (especial de Natal)                                                                  |
| Broadway: The Next Generation             | 2011            | Ele mesmo                    | |
| The Super Hero Squad Show                 | 2011            | Doutor Estranho (voz)        | Série de televisão                                                                                      |
| Hustle                                    | 2012            | Dean Deville                 | Série de televisão (um episódio)                                                                        |
| Watson & Oliver                           | 2012            | Ele mesmo                    | Série de televisão (um episódio)                                                                        |
| Arrow                                     | 2012–presente   | Malcolm Merlyn / Dark Archer | Recorrente (1ª temporada) Participação especial (2ª, 5ª ,7ª e 8ª temporada) Regular (3ª e 4ª temporada) |
| Attack of the show                        | 2012            | Ele mesmo                    | Série de televisão                                                                                      |
| Zero Dark Thirty                          | 2012            | Jeremy                       | |
| Scandal                                   | 2013            | Gerente de crises            | Série de televisão (episódio "Any Questions?")                                                          |
| Sing Your Face Off                        | 2013            | Ele mesmo                    | Apresentador                                                                                            |
| Pressure Pad                              | 2013–2014       | Ele mesmo                    | Apresentador                                                                                            |
| The Five(ish) Doctors Reboot              | 2013            | Ele mesmo                    | Webcast da BBC Red Button                                                                               |
| Superstar Dogs: Countdown to Crufts       | 2014            | Ele mesmo                    | Apresentador                                                                                            |
| John Barrowman's Pet Hospital             | 2014            | Ele mesmo                    | Apresentador                                                                                            |
| Small Animal Hospital                     | 2014            | Ele mesmo                    | Apresentador                                                                                            |
| The Flash (2014)                          | 2015            | Malcolm Merlyn               | Série de televisão (um episódio)                                                                        |
| Legends of Tomorrow                       | 2016            | Malcolm Merlyn               | Regular (2ª temporada)                                                                                  |

| Nome                                      | Duração              | Papel               | Teatros                                                                    |
| ----------------------------------------- | -------------------- | ------------------- | -------------------------------------------------------------------------- |
| Anything Goes                             | 1989 2003–2004       | Billy Crocker       | Prince Edward Theatre, Londres Theatre Royal, Drury Lane, Londres          |
| Miss Saigon                               | 1990–1991            | Chris (alternativo) | Theatre Royal, Londres                                                     |
| Matador                                   | 1991                 | Domingo Hernandez   | Queen's Theatre, Londres                                                   |
| O Fantasma da Ópera                       | 1992                 | Raoul               | Her Majesty's Theatre, Londres                                             |
| Rope                                      | 1993                 | Wyndham Brandon     | Minerva Theatre, Chichester                                                |
| Hair                                      | 1993                 | Claude              | The Old Vic, Londres                                                       |
| Miss Saigon                               | 1993–1994            | Chris               | Theatre Royal, Drury Lane, Londres                                         |
| Crepúsculo dos Deuses                     | 1994 1996            | Joe Gillis          | Adelphi Theatre, Londres Minskoff Theatre, Nova Iorque                     |
| Red Red Rose                              | 1996                 | Robert Burns        | Concert Hall, Aarhus, Dinamarca                                            |
| Aspects of Love                           | 1997                 | Alex                | Olympia Theatre, Dublin](seis semanas) Cork Opera House, Cork (uma semana) |
| The Fix                                   | 1997                 | Cal Chandler        | Donmar Warehouse, Londres                                                  |
| Evita                                     | 1997                 | Che                 | Oslo Spektrum, Oslo, Noruega                                               |
| Hey, Mr. Producer!                        | 1998                 | Cal Chandler        | Lyceum Theatre, Londres                                                    |
| Putting It Together                       | 1998 1999–2000       | O Homem Mais Novo   | Mark Taper Forum, Los Angeles Ethel Barrymore Theatre, Nova Iorque         |
| A Bela e a Fera                           | 1999                 | A Fera / O Príncipe | Dominion Theatre, Londres                                                  |
| Company                                   | 2002                 | Bobby               | Kennedy Center, Washington, Estados Unidos                                 |
| Love's Labour's Lost                      | 2003                 | Dumaine             | National Theatre, Londres                                                  |
| The Beautiful and Damned                  | 2003                 | F. Scott Fitzgerald | Yvonne Arnaud Theatre, Guildford                                           |
| Chicago                                   | 2004                 | Billy Flynn         | Adelphi Theatre, Londres                                                   |
| A Few Good Men                            | 2005                 | Lt Jack Ross        | Theatre Royal Haymarket, Londres                                           |
| Cinderella                                | 2005–2006            | Príncipe Encantado  | New Wimbledon Theatre, Londres                                             |
| Jack and the Beanstalk                    | 2006–2007 2012–2013  | Jack                | New Theatre Clyde Auditorium, Glasgow                                      |
| Aladdin                                   | 2007–2008            | Aladdin             | Birmingham Hippodrome                                                      |
| Robin Hood: The Pantomime Adventure       | 2008–2009, 2009-2010 | Robin Hood          | Hippodrome Theatre, Birmingham New Theatre, Cardiff                        |
| La cage aux folles                        | 2009                 | Albin / Zaza        | Playhouse Theatre, Londres                                                 |
| Aladdin                                   | 2010–2011            | Aladdin             | Clyde Auditorium, Glasgow                                                  |
| Robinson Crusoe and the Caribbean Pirates | 2011–2012            | Robinson Crusoe     | Clyde Auditorium, Glasgow                                                  |
| Jack and The Beanstalk                    | 2012–2013            | Jack                | Clyde Auditorium, Glasgow                                                  |
| Dick McWhittington                        | 2013–2014            | Dick                | Clyde Auditorium, Glasgow                                                  |
| Cinderella                                | 2014–2015            | Buttons             | Clyde Auditorium, Glasgow                                                  |

## Discografia

### Álbuns de estúdio
| Nome                      | Ano  | Gravadora                    | Notas                                                                      |
| ------------------------- | ---- | ---------------------------- | -------------------------------------------------------------------------- |
| Aspects of Lloyd Webber   | 1997 | JAY Records                  | Consiste em canções de Andrew Lloyd Webber Re-lançado em 2007              |
| Reflections from Broadway | 2003 | JAY Records                  |                                                                            |
| Swings Cole Porter        | 2004 | JAY Records                  | Alcançou a 19ª posição no Top Jazz albums da Billboard                     |
| Another Side              | 2007 | Sony BMG                     | Alcançou a 22ª posição no UK Albums Chart e ganhou certificação ouro       |
| Music Music Music         | 2008 | Epic / Sony UK               |                                                                            |
| John Barrowman            | 2010 | Arista                       | Figurou na parada European Top 100 Albums                                  |
| You Raise Me Up           | 2014 | Barrowman Barker Productions | Financiado pela Pledge Music; estreou na 16ª colocação da UK Albums Chart. |

### Coletâneas
| Nome                                  | Ano  | Gravadora            | Notas |
| ------------------------------------- | ---- | -------------------- | --- |
| The Essential John Barrowman          | 2008 | Metro / Union Square | Consiste em canções retiradas de álbuns gravados entre 1994–2006 |
| At His Very Best                      | 2009 | Metro / Union Square | Consiste em canções retiradas de álbuns gravados entre 1994–2006 |
| Tonight's the Night: The Very Best Of | 2011 | Sony UK              | Consiste em duas novas canções, "I Owe It All to You" e "Tonight's the Night", e canções dos álbuns Another Side (2007), Music Music Music (2008) e John Barrowman (2010) |

### Caixas
| Nome                      | Ano  | Gravadora      | Notas                                                                             |
| ------------------------- | ---- | -------------- | --------------------------------------------------------------------------------- |
| John Barrowman Collection | 2010 | Epic / Sony UK | Consiste em Another Side (2007), Music Music Music (2008) e John Barrowman (2010) |

### Gravações de elenco
| Nome              | Ano  | Gravadora              | Notas                                  |
| ----------------- | ---- | ---------------------- | -------------------------------------- |
| Songs from Grease | 1994 | JAY Records            | Consiste em canções de Grease          |
| Godspell          | 1997 | JAY Records            | Gravação de elenco de 1993 de Londres  |
| The Fix           | 1998 | Relativity             | Gravação de elenco original de Londres |
| Anything Goes     | 2003 | primeiro Night Records | Gravação de elenco de 2003 de Londres  |
| Just So           | 2006 | primeiro Night Records | Gravação de elenco da estreia mundial  |

### Trilhas sonoras
| Nome          | Ano  | Gravadora | Notas                            |
| ------------- | ---- | --------- | -------------------------------- |
| De-Lovely     | 2004 | Columbia  | Na faixa "Night and Day"         |
| Os Produtores | 2004 | Sony BMG  | Na faixa "Springtime for Hitler" |

### Outras participações
| Nome                                   | Ano  | Gravadora              | Notas                                                                           |
| -------------------------------------- | ---- | ---------------------- | ------------------------------------------------------------------------------- |
| Hey Mr Producer!                       | 1998 | primeiro Night Records | Na faixa "One, Two Three" de The Fix                                            |
| The Musicality of Andrew Lloyd Webber  | 2002 | JAY Records            | Na faixa "Any Dream Will Do" de Joseph and the Amazing Technicolor Dreamcoat    |
| Essential Songs of Andrew Lloyd Webber | 2002 | Metro Music            | Na faixa "High Flying, Adored" de Evita                                         |
| Greatest Songs from the Musicals       | 2002 | Soho                   | Na faixa "Can You Feel the Love Tonight?" de The Lion King e "Grease" de Grease |
| Loving You                             | 2002 | JAY Records            | Na faixa "Can You Feel the Love Tonight?" de The Lion King                      |

## Lançamentos em vídeo
- An Evening With John Barrowman (2009)
- John Barrowman: Live at the Royal Albert Hall (2010)

## Premiações

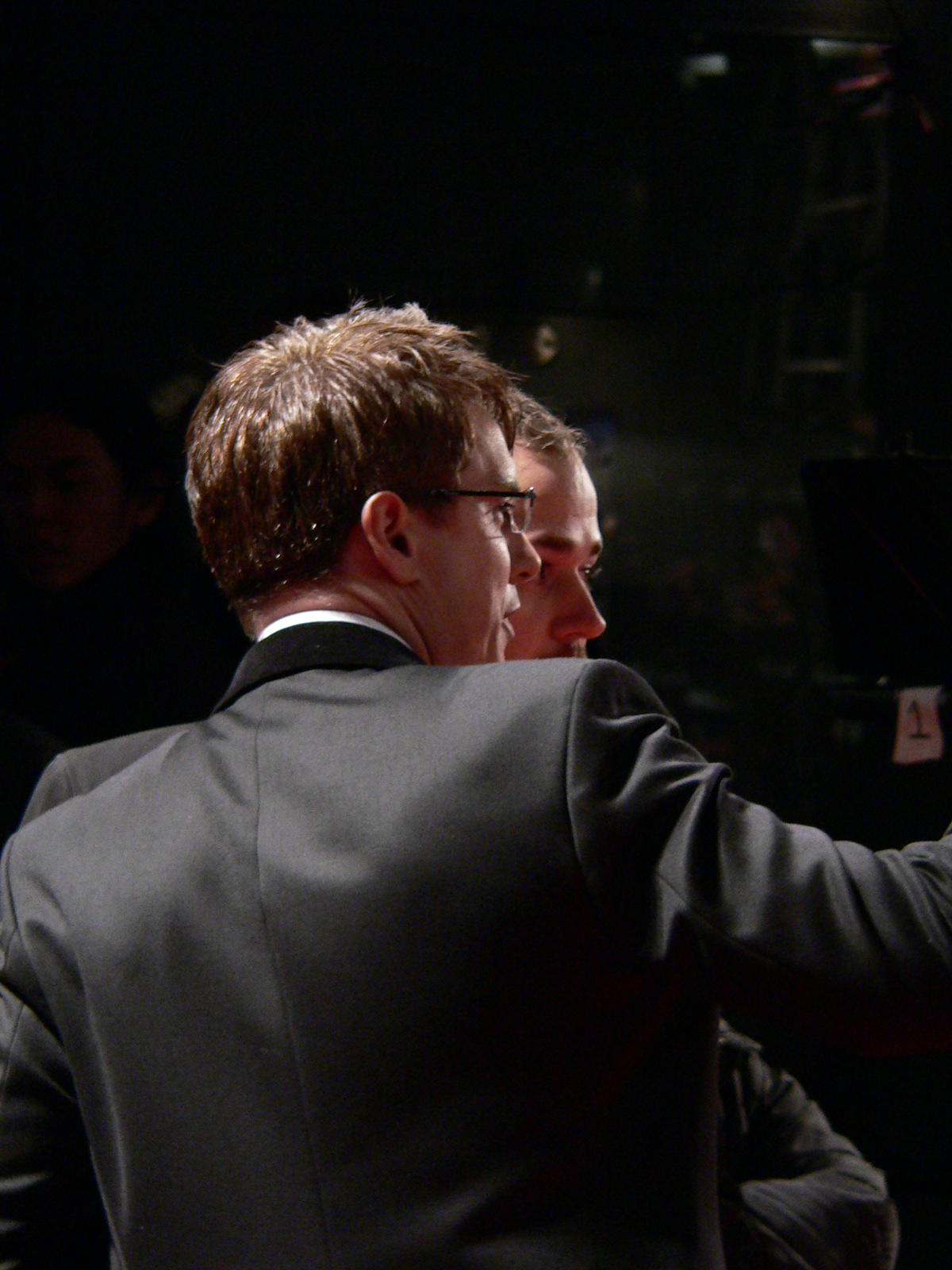
John na cerimônia de premiação do BAFTA de 2007.

- Em 2011, John foi nomeado doutor honoris causa no conservatório Real da Escócia.[122]
- Por seu papel como Capitão Jack Harkness em Torchwood: Miracle Day, John foi listado na categoria Performance de Drama: Masculino no National Television Awards de 2012.[123]
- Em 2014, John foi nomeado membro da Ordem do Império Britânico (MBE, na sigla original em inglês) por serviços ao entretenimento leve e caridade.[124][125]

### Indicações
| Trabalho indicado                                     | Ano  | Prêmio                                              | Resultado |
| ----------------------------------------------------- | ---- | --------------------------------------------------- | --------- |
| Cal Chandler em The Fix                               | 1998 | Laurence Olivier Award de Melhor Ator em um Musical | Indicado  |
| Capitão Jack Harkness em Everything Changes           | 2007 | BAFTA Cymru para Melhor Ator (Yr Actor Gorau)       | Indicado  |
| Capitão Jack Harkness em Torchwood                    | 2008 | TV Quick Award de Melhor Ator                       | Indicado  |
| Capitão Jack Harkness em Torchwood: Children of Earth | 2010 | TV Quick Award de Melhor Ator                       | Indicado  |